# District d'İskele
Le district d'İskele est l'un des cinq districts qui divise la République turque autoproclamée de Chypre du Nord. Il a été créé en 1974 par les autorités de celle-ci à partir de la partie orientale du district de Famagouste formé par la péninsule de Karpas.

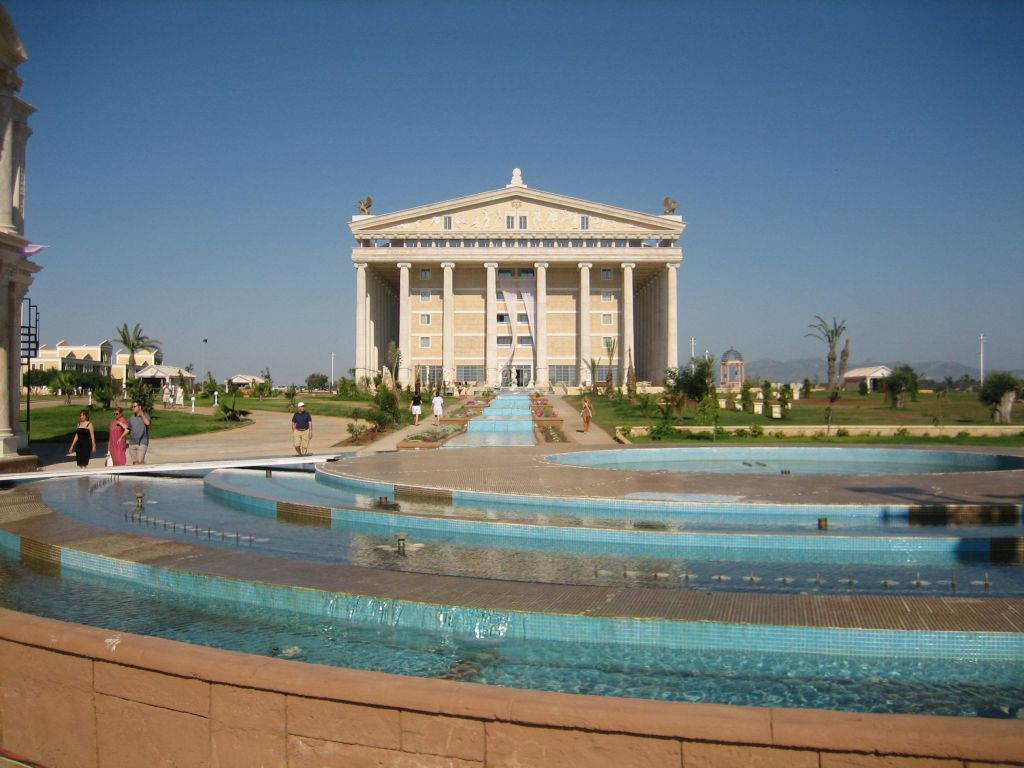
Hôtel Kaya Artemis dans la région touristique de Bafra

Il a pour chef-lieu la ville de Tríkomo (İskele en turc).